# IC 1864
IC 1864 ist eine elliptische Galaxie vom Hubble-Typ E4 im Sternbild Fornax am Südsternhimmel. Sie ist schätzungsweise 199 Millionen Lichtjahre von der Milchstraße entfernt und hat einen Durchmesser von etwa 70.000 Lichtjahren.
Im selben Himmelsareal befindet sich u. a. die Galaxie IC 1862.
Das Objekt wurde am 19. Oktober 1897 von Lewis Swift entdeckt.